# عبد الرحمن علي الحجي
عبد الرحمن علي الحجي (1935- 2021 م)، مؤرِّخ عراقي وباحث محقِّق، وأستاذ التاريخ الإسلامي والأندلسي وحضارته في العديد من الجامعات، وأحد مؤسسي جامعة الإمارات العربية المتحدة، وعميد كلية العلوم الإنسانية بها.

## ولادته وتحصيله
وُلد عبد الرحمن علي الحجي المهداوي في قضاء المقدادية إحدى مدن محافظة ديالى، عام 1935. 
درس الابتدائية والمتوسطة والثانوية في المقدادية، ثم حصل على ليسانس في اللغة العربية وآدابها والدراسات الإسلامية من كلية دار العلوم في جامعة القاهرة، ودبلوم عامة (عالي) في التربية وعلم النفس من كلية التربية (جامعة عين شمس). 
أكمل دراسته العليا مدة سنة في الساميّات في كلية الفلسفة والآداب - جامعة مدريد، وحصل على دكتوراه في العَلاقات الدبلوماسية الأندلسية مع أوربا الغربية من جامعة كامبريدج في بريطانيا عام 1966.

## وظائفه وخبراته
- 1967-1966 قسم التاريخ، كلية الآداب، جامعة بغداد
- 1970-1967 قسم التاريخ، كلية الآداب، جامعة الرياض (جامعة الملك سعود)
- 1977-1970 قسم التاريخ، كلية الآداب، جامعة بغداد
- 1985-1977 قسم التاريخ، كلية الآداب، جامعة الإمارات
- نال درجة الأستاذية من جامعة بغداد عام 1979.
- 1988-1985 قسم التاريخ، كلية الآداب، جامعة الكويت
- 1998-1997 أستاذ زائر - قسم التاريخ، كلية الآداب، جامعة صنعاء، اليمن
- 1998- وفاته أستاذ زائر في العديد من الجامعات و المعاهد وإعداد بحوث وتقديم دورات في السيرة النبوية والتاريخ الإسلامي والأندلسي
- 2004-2006: الأدب والشعر الأندلسي، وإعداد مواد دراسية وبرامج لدبلوم في التاريخ الأندلسي يقدم على موقع إلكتروني من قبل الجامعة العربية المفتوحة (مملكة البحرين). يتكون هذا الدبلوم الذي تمنحه هذه الجامعة من ثلاث وحدات يسبقها وحدة المقدمة، مزوداً بالوثائق والمصادر والصور.
- معرفة وخبرة واشتغال بالمخطوطات العربيــة في عدد من الدول العربية والإسلامية والأوربية.
- اهتمام مباشر ومركّز بالآثار الأندلسية عموماً والتراث في الخليج، لا سيما الإمارات، مع اهتمام قديم وواضح ومركّز بهذا التاريخ، خصوصًا المواجهات بين أبناء الإمارات والمستعمر البرتغالي.
- تقديم دراسات وبحوث أُلقيت خلال العديد من المؤتمرات العلمية والعالمية في بلدان أوربية وعربية، أُلقيت فيها وفي مراكزها محاضرات، نشر بعضها.
- مشاركات عديدة متنوعة – في دول عربية لاسيما الخليجية وبالذات في دولة الإمارات العربية المتحدة- في إعداد اللوائح العامة والخاصة وإعداد المناهج الدراسية للمراحل الثانوية والجامعية عموماً ومناهج الاجتماعيات خصوصاً لاسيما التاريخ والحضارة. كذلك إعداد مناهج خاصة لكليات الطالبات فيما يتعلق بالمواد الاجتماعية.
- تولي رئاسة لجنة تعديل مناهج الاجتماعيات في دولة الإمارات، لكافة المراحل من الابتدائية إلى الثانوية.
- تولي تأليف الكتب المقررة في التاريخ والحضارة للأول والثاني الإعدادي في دولـة الامـارات العربيـة المتحـدة، مؤلفاً ومشرفاً، ورعاية هذا الميدان في جميع المراحل الأخرى.

من مؤسسي جامعة الإمارات العربية المتحدة ورأس قسم التاريخ والآثار فيها.

## كتبه وآثاره
له أكثر من عشرين كتاباً بين تأليف وتحقيق، وقد غدا العديد منها مقررات جامعية ولمعاهد إعداد المعلمين، ومراجع لمختلف المراحل الدراسية:
- أطروحة الدكتوراه، مصادرها باثنتي عشرة لغة، منشورة كتاباً بالإنجليزية بعنوان:

“ANDALUSIAN DIPLOMATIC RELATIONS WITH WESTERN EUROPE DURING THE UMAYYAD PERIOD”- Beirut, 1390 (1970).
النسخة العربية صدرت عن المَجْمَع الثقافي – أبوظبي – دولة الإمارات العربية المتحدة 1425هـ/ 2004م، بعنوان:
"العَلاقات الدبلوماسية الأندلسية مع أوروبا الغربية خلال المُدَّة الأُموية "
- شعر العلماء في الأندلس، يصدر قريبا عن برنامج روافد، وزارة الثقافة، دولة الكويت
- تحقيق ودراسة لسِفْـر من كتاب المُـقْـتَـبِـس في أخبار بلد الأندلس، للمؤرخ الكبير ابن حَيّان القُرطبي (377- 469هـ)، بيروت (1965م). يتحدث هذا الجزء من المقتبس عن خمس سنوات (360-364هـ = 971-974م) من أيام الخليفة: الحَكَم الثاني، المستنصر بالله (350-366هـ = 961-976م). نُشر هذا الجزء على نسخة منقولة عن الاصل، وقد فُقد الآن كلاهما. لدى الباحث الدكتور صورة للمخطوط المنقول(Microfilm). كان نَشر هذا الجزء من المقتبس ربما إنقاذاً له من الضياع الأبدي.
- تحقيق ودراسة للنص الجغرافي المتعلق بالأندلس وأوروبا من كتاب: "المسالك والممالك"، للجغرافي الأندلسي الكبير أبو عُـبَيْد البكري (عبد الله ابن عبد العزيز، 406-487هـ). ظهر هذا النص تحت عنوان: جغرافيـــة الأندلـس وأوروبا، بيروت (1387هـ =1968م).
- التاريخ الأندلسي من الفتح الإسلامي حتى سقوط غَرناطة- دار القلـم، دمشــق. صدرت طبعته الجديدة في 1429هـ = سبتمبر2008م
- تاريخنا من يكتبه؟ القاهرة، مكتبة دار الفضيلة، 1997
- نظرات في دراسة التاريخ الإسلامي، دار ابن كثير، بيروت، 1999
- أضواء على الحضارة والتراث- الكويت، 1987
- تاريخ الموسيقى الأندلسية: أصولها، تطورها، أثرها على الموسيقى الأوربية، بيروت، 1969م
- مع الأندلس لقاء ودعاء، بيروت، 1980. (رواية لزيارة الأندلس بصحبة مجموعة من طالبات جامعة الإمارات العربية المتحدة إلى الآثار الأندلسية)
- ابن زيدون السفير الوسيط، الكويت، 1987
- العَلاقات الدبلوماسية بين الأندلس وبيزنطة (القسطنطينية)، 1424هـ = 2003م، المَجْمَع الثقافي- أبوظبي، دولة الإمارات العربية المتحدة
- هجرة علماء الأندلس لدى سقوط غرناطة (ظروفها وآثارها)، 1424هـ = 2003م، المَجْمَع الثقافي - أبوظبي، دولة الإمارات العربية المتحدة
- السيرة النبوية: منهجية دراستها واستعراض أحداثها، دار ابن كثير، بيروت، 1999م
- الحضارة الإسلاميـة في الأندلـس: أسسها، ميادينها، تأثيرها على الحضارة الأوربية، بيـروت، 1969م
- أندلسيات (جزءان) - مجموعة بحوث أندلسية، بيروت، 1969م.[4]

## وفاته
تُوفي عبد الرحمن الحجي في مدريد، بتاريخ 5 جُمادى الآخرة 1442هـ الموافق 18 يناير (كانون الثاني) 2021م، بأزمة قلبية.

## وصلات خارجية
- عبد الرحمن علي الحجي على موقع أرشيف الشارخ.
- مقالات عبد الرحمن علي الحَجِّي في مجلة المجتمع.